# Colchicine
Colchicine of acetyltrimethylcolchicine is een alkaloïde uit de herfsttijloos, dat goed tegen jicht werkt. In de plantenveredeling wordt de stof gebruikt om polyploïde planten te produceren. De stof werd vroeger ook bij de behandeling van kanker gebruikt. Nu wordt alleen nog sporadisch het derivaat demecolcine hiervoor gebruikt. Colchicine komt ook voor in de klimlelie (Gloriosa superba), zelfs in een hogere concentratie dan bij de herfsttijloos, maar de plant laat zich moeilijk vermeerderen, waardoor een lonende teelt voor de productie van colchicine niet mogelijk is.
De therapeutische breedte van colchicine is klein (dat betekent dat er maar een klein verschil is tussen een werkzame en een giftige dosering). De letale (dodelijke) dosis (LD50) bedraagt voor volwassenen ongeveer 20 mg.
Colchicine is een gecompliceerd α-tropolonderivaat met als systematische naam (S)-N-(5,6,7,9-tetrahydro-1,2,3,10-tetramethoxy -9-oxo-benzo[a]heptalen-7-yl)aceetamide.

## Werking
De werking van colchicine bij jicht berust op het remmen van de chemotaxis (aantrekking) van neutrofielen (een type witte bloedcel). Hierdoor kan de ontsteking die de klachten van jicht veroorzaakt zich niet ontwikkelen. Colchicine verhindert niet de eigenlijke oorzaak van jicht, namelijk de afzetting van urinezuurkristallen in het gewricht. De afzetting van deze kristallen kan verhinderd worden door het voorschrijven van allopurinol. Deze stof remt namelijk de aanmaak van urinezuur.
Colchicine kan ook wel de werking van de hartspieren belemmeren.
Veel van de negatieve bijwerkingen van colchicine zijn een gevolg van de binding aan tubuline, waardoor de polymerisatie van microtubuli wordt geremd. Tubuline is een van de hoofdbestanddelen van microtubuli. De beschikbaarheid van tubuline is een basale voorwaarde voor mitosedeling. Omwille hiervan fungeert colchicine als een mitotisch gif. Voornamelijk kankercellen zijn hiervoor gevoelig, daar deze zich kenmerken door een verhoogde mitotische activiteit. De therapeutische waarde van colchicine tegen kanker is echter gelimiteerd door de toxiciteit van de stof voor normale cellen. Hierdoor wordt colchicine niet meer als middel tegen kanker gebruikt. Dit werkingsmechanisme verklaart wel de geringe therapeutische breedte van colchicine.
Bij verminderde nierfunctie moet de dosering worden verlaagd.
Na orale toediening wordt colchicine snel opgenomen en bereikt het binnen twee uur een maximale plasmaconcentratie. De halveringstijd is 9 uur. Uitscheiding vindt plaats via het darmkanaal en de urine. Na de uitscheiding in het darmkanaal vindt ook weer in wisselende mate nieuwe absorptie plaats, hetgeen de farmacokinetische cijfers onduidelijker maakt.

## Hartmedicijn en artrosemiddel
Cardioloog Arend Mosterd, verbonden aan het Meander Medisch Centrum te Amersfoort, heeft ontdekt dat de stof colchicine tot een reductie van hartproblemen kan leiden tot ongeveer 30%. Uit een onderzoek gebaseerd op Australische bevindingen is een gezamenlijk onderzoek opgezet tussen onderzoeksleider Mosterd en collega's in zowel Nederland als Australië. Waarbij uiteindelijk 28 maanden lang, in een dubbel-blind onderzoek, dagelijks 0,5 mg colchicine is verstrekt aan 2.762 van de 5.522 patiënten; de overige patiënten kregen een placebo uitgeleverd. De bevindingen zijn gepubliceerd in the New England Journal of Medicine op 31 augustus 2020.
Ook artrose kan mogelijk worden bestreden met het middel. Dat is gebleken uit onderzoek aan het Radboudumc en de Sint Maartenskliniek te Nijmegen. Inname van het middel leidde in 30% van de populatie van een steekproef tot resultaat. Vervanging van het gewricht was dan niet meer nodig.

## Niet-geregistreerd gebruik
Het middel wordt met succes toegepast bij familiaire mediterrane koorts. De dosis is dan meestal 3× daags 0,5 mg.
Het is ook met succes onderzocht bij behandeling van acute pericarditis in een dosering van 2× daags 0,5 mg. Het is ook met succes onderzocht als profylactisch middel tegen pericarditis. In augustus 2020 heeft een groep Nederlandse en Australische cardiologen vastgesteld dat het toedienen van colchicine bij hartpatiënten die een infarct hebben gehad, het risico op herhaling daarvan met 30% afnam. 

## Plantenveredeling
In de plantenveredeling wordt colchicine gebruikt voor het kunstmatig verdubbelen van het aantal chromosomen. Het is een zogenaamde mitoseremstof, die bij de celdeling de overgang van de metafase naar de anafase verhindert, waardoor de vorming van de spoelfiguur geblokkeerd wordt en de chromosomen niet uit elkaar getrokken kunnen worden. Door behandeling met colchicine werden vooral in het verleden tetraploïde planten ontwikkeld. Bijvoorbeeld tetraploïd Engels raaigras (Lolium perenne), dat gebruikt wordt voor de inzaai van weiland. Maar ook voor het ontwikkelen van ornamentale variëteiten van snijbloemen. Ook hennep (Cannabis sativa) bleek bij toepassing van colchicine polyploïde te worden en daarmee een veel sterkere psychoactieve werking te krijgen.

## Geschiedenis
Colchicum-extract werd voor het eerst beschreven als een middel tegen jicht in De Materia Medica door de farmacoloog Pedanius Dioscorides in de eerste eeuw na Christus.
Colchicine werd voor het eerst geïsoleerd in 1820 door de Franse scheikundigen P.S. Pelletier en J. Caventon. In 1883 bracht Simon Zeisel opheldering omtrent de chemische structuur.
Toch duurde het lang voordat er een officieel geregistreerde tablet van 0,5 mg colchicine kwam in Nederland. Daarvoor werd het middel magistraal bereid in capsules. In de Verenigde Staten werd het middel pas in 2009 officieel geregistreerd.